# Translok DH 440
Die DH 440 der Translok GmbH, auch Cargo-Lok genannt, ist eine Rangierlokomotive mit hydrostatischer Kraftübertragung und Einzelradantrieb. Die Lokomotive wurde in den 1990er Jahren von der Allrad-Rangiertechnik GmbH entwickelt und wird heute von der Translok GmbH angeboten und betreut.
Die vierachsige Lokomotive hat zwei Drehgestelle und kann Radien bis 35 m befahren. Das geräumige Führerhaus ist außermittig angeordnet und fällt durch besonders große Scheiben auf, die vorne und hinten fast bis zur Fußbodenebene hinabreichen. Die Lokomotive wird über eine Funkfernsteuerung bedient, die auch dann verwendet wird, wenn sich der Fahrer im Führerhaus befindet.
Insgesamt wurden bis heute nur drei Lokomotiven gebaut. Die Gründe dafür waren Kinderkrankheiten der Lokomotiven sowie der Tod des Geschäftsführers der Allrad-Rangiertechnik GmbH. Die Translok GmbH übernahm die Betreuung und Ersatzteillieferung und bietet das Modell bis heute an.
Eine Probelokomotive wurde von der DB AG unter der Nummer 350 001-4 getestet. Die Augsburger Localbahn erstand 1998 den zweiten Prototyp und gab ihm die Betriebsnummer 31. Die dritte Lokomotive mit der Nummer Em847 856-2 ging an die Werkbahn der Varo Energy AG im schweizerischen Birsfelden. Ein Verkauf von 20 Lokomotiven an die Dänischen Staatsbahnen sowie weiterer Lokomotiven an die DB AG ist nicht zustande gekommen.

## Technik
Die DH 440 verfügt über einen hydrostatischen Antrieb, wie er vor allem im Baumaschinensektor verwendet wird. Der Dieselmotor treibt eine Hydraulikpumpe an, und jedes Rad wird einzeln von einem Hydraulikmotor angetrieben, d. h. es sind keine Achsen bzw. Radsätze im eigentlichen Sinne vorhanden. Diese Technik erlaubt es, die volle Zugkraft aus dem Stand heraus aufzubringen und mit einer sehr niedrigen Dauergeschwindigkeit von nur 1,5 km/h unter Motorvollast zu fahren. Der Druck im Hydrauliksystem beträgt dabei bis zu 420 bar. Die beiden äußeren (virtuellen) Achsen sind hydraulisch gekuppelt, ebenso die beiden inneren, womit ein Schleudern der Räder vermieden werden soll. 
Die Antriebe können auch zum Bremsen verwendet werden, um die mechanischen Bremsen zu schonen.
Zur Kostensenkung wurde bei der Entwicklung der Lok so weit wie möglich auf Bauteile aus dem Kfz- und Baumaschinensektor zurückgegriffen. So sind z. B. die mechanischen Bremsen der DH 400 Trommelbremsen aus dem Lkw-Bau.